# Șișmanovo, Haskovo
Șișmanovo (în bulgară Шишманово) este un sat în comuna Harmanli, regiunea Haskovo,  Bulgaria. 

## Demografie
Componența etnică a satului Șișmanovo
     Bulgari (4,76%)
     Turci (48,57%)
     Nicio identificare (46,66%)
     Altele (0%)
La recensământul din 2011, populația satului Șișmanovo era de 525 locuitori. Nu există o etnie majoritară, locuitorii fiind turci (48,57%) și bulgari (4,76%). Pentru 46,66% din locuitori nu este cunoscută apartenența etnică.